# بيضاء الثلج وجنون الحقيقة

العمل

بيضاء الثلج وجنون الحقيقة (بالسويدي: Snövit och sanningens vansinne) هو عمل فني قام بصنعه الفنان السويدي إسرائيلي المولد درور فيلير بالتعاون مع زوجته غانيلا سكاود-فيلير وعرض في متحف ستوكهولم، حيث ملئ بركة بسائل أحمر ووضع به قارب أبيض ووضع صورة هنادي جردات على شراع القارب وقام بلصق وصيتها وجميع ونشرته الصحافة الإسرائيلية عن الموضوع.
يذكر ان هنادي جردات هي محامية فلسطينية، قتل أخوها وابن عمها أمامها. كانت تشرب الشاي معهم عندما توقفت سيارة تحمل أرقام عربية وخرج منها عنصرين إسرائيليين وأطلقا النيران عليهم. ثم جاءت سيارة أخرى وساهمت في إطلاق النار عليهم. قتل ابن عمها على الفور. أخوها أصيب ووقع أرضا، نادى عليها طالبا المساعدة. حاولت هي سحبه لحمايته من النار. أوقعها الجنود وأمروها بتركه وإلا قتلوها هي الأخرى. أمر أحدهم الجنود بسحب الأخ. صرخت بكل صوتها. ضربت بعقب البندقية على رأسها وشتمت. تم سحب الأخ أمامها ورمي فوق جثة ابن عمها. وأطلق النار عليهما معا للتأكد من موتهما. عندما أعيدت الجثث. كان الجسمين يحملان عدد ضخما من ثقوب الرصاص. بعد فترة سجلت هنادي وصيتهاو وذهبت لتفجر نفسها في مطعم وليموت معها 21 شخص في واحدة من أضخم العمليات الاستشهادية.
قام السفير الإسرائيلي تسفي مازيل بعد رؤيته للعرض بخلع أحد كشافات الضوء من الأرض وإلقائها في البركة وهاجم الفنان. وطالب بإزالة العمل الوحات والنصوص. حاول الفنان شرح أن النصوص مأخوذة من الصحافة الإسرائيلية. رفض السفير الاستماع. وإضطرت إدارة المعرض الطلب منه أن يغادر. رفض المغادرة إلا بعد أن يزال العمل. إضطر الأمن المرافق معه إلى إخراجه خوفا على سلامته.
قامت إسرائيل فورا بعقد اجتماع على مستوى رئاسة الوزراء وأعلن رئيس الوزراء السابق شارون أنه يدعم كليا ما قام به السفير. تحركت مئات الجرائد من جميع أنحاء العالم وتحركت عواصم غربية لإجبار السويد على إغلاق المعرض وهددت إسرائيل بالمقاطعة. رفعت جمعيات محلية قضايا مستعجلة وتم على إثر هذه القضايا منع تداول أي دعاية لهذا العمل. وأزيلت جميع ملصقات الداعية من شوارع ستوكهولم. تمت الضغط بشتى الطرق لمنع العرض وصل الأمر لإرسال فرق صحية للتأكد من أن الماء لا يشكل مكرهة صحية. تم إغلاق موقع المؤسسة الراعية Making Differences وإغلاق موقعها على الإنترنت. تم وصف السويد بأنها منبع النازية وأنها بؤرة دمار أوروبا.
تعليق السفير كان:
"intolerable and an insult to the families of the victims"
لا يحتمل ويمثل إهانة لعائلات الضحايا.
"As ambassador of Israel I could not remain indifferent to such an obscene misrepresentation of reality"
كسفير لإسرائيل لا يمكنني أن أبقى لا مبالي لتمثيل خاطئ عن الواقع.
في مقابلة لها مع أحد الجرائد الأسترالية تعليقا على ما قام به السفير الإسرائيلي، قالت السفيرة الإسرائيلية في أستراليا:
he got so mad, it was probably something that he felt that he had to react to very strongly and that is what he did
لقد غضب جدا، ربما كان شيئا أحس بأنه يتوجب عليه التصدي بقوة له، وهذا ما فعله.
I think that what the ambassador did, maybe he did it in the heat of the moment, he was angry and that was his reaction.
أعتقد أن ما فعله السفير، فعله في ثورة تلك اللحظة، كان غاضبا، وما صدر منه كان ردة فعل.